# Декларація прав корінних народів
Декларація прав корінних народів (UNDRIP або DOTROIP) - юридично необов'язкова резолюція, прийнята Організацією Об'єднаних Націй у 2007 році. Вона окреслює та визначає індивідуальні та колективні права корінних народів, включаючи їх права власності на культурне та церемоніальне вираження, ідентичність, мову, зайнятість, охорону здоров’я, освіту та інші питання. Їх право власності також поширюється на охорону їхньої інтелектуальної та культурної власності. Декларація «підкреслює права корінних народів підтримувати та зміцнювати власні інституції, культури та традиції, а також продовжувати свій розвиток відповідно до власних потреб і прагнень». Він «забороняє дискримінацію корінних народів» і «сприяє їх повній та ефективній участі у всіх питаннях, які їх стосуються, і їхньому праву залишатися окремими та здійснювати власні бачення економічного та соціального розвитку».
Мета декларації – заохотити країни співпрацювати з корінними народами для вирішення глобальних проблем, таких як розвиток, багатокультурна демократія та децентралізація.
У четвер, 13 вересня 2007 року, Організація Об'єднаних Націй переважною більшістю 144 голосів проголосувала за Декларацію (4 проти, 11 утрималися).
З 2007 року чотири країни, які голосували проти, змінили свою позицію і тепер підтримують Декларацію. Станом на лютий 2020 року Департамент ООН з економічних і соціальних питань, корінні народи описує (A/RES/61/295) як «...найбільш повний міжнародний документ про права корінних народів. Він встановлює універсальні рамки мінімальних стандартів для виживання, гідності та добробуту корінних народів світу, а також розширює існуючі стандарти прав людини та основних свобод, оскільки вони застосовуються до конкретної ситуації корінних народів».
Як Декларація Генеральної Асамблеї, UNDRIP не є юридично обов’язковим документом відповідно до міжнародного права. Згідно з прес-релізом ООН, він «відображає динамічний розвиток міжнародно-правових норм і відображає прихильність держав-членів ООН рухатися в певних напрямках»; ООН описує це як встановлення «важливого стандарту поводження з корінними народами, який, безсумнівно, стане важливим інструментом для ліквідації порушень прав людини проти 370 мільйонів корінних народів планети та допомоги їм у боротьбі з дискримінацією та маргіналізацією».
UNDRIP кодифікує «історичні невдоволення корінних народів, сучасні виклики та соціально-економічні, політичні та культурні прагнення» і є «кульмінацією зусиль організацій корінних народів протягом багатьох поколінь, щоб привернути міжнародну увагу, забезпечити визнання своїх прагнень та підтримати свої прагнення». політичні програми». Канадійський дослідник і викладач Університету Саскачевана Кен Коутс стверджує, що UNDRIP має потужний резонанс з корінними народами, тоді як національні уряди ще не повністю зрозуміли його вплив.

## Історія
Підготовка до цієї декларації почалася в 1923 і 1925 роках з робіт вождя Хауденосауні Дескахе і маорі Т. У. Ратани, які намагалися винести питання про нездатність Канади та Нової Зеландії дотримуватися договорів до Ліги Націй, попередниці Організації Об’єднаних Націй. Питання корінних народів у світовому масштабі почали переоцінюватись у 1982 році зі створенням Робочої групи з корінних народів, утвореної Економічною та соціальною радою (ЕКОСОР). Їхня мета полягала у створенні загального документа, який би допоміг захистити права та привілеї корінних народів у всьому світі.
З 1994 по 2006 рр. Декларація проходила численні проєкти , а версія вже була рекомендована Віденською декларацією та Програмою дій у 1993 р..
У четвер, 13 вересня 2007 р., Організація Об'єднаних Націй переважною більшістю 144 голосів проголосувала за Декларацію (4 проти, 11 утрималися). У травні 2016 року Канада офіційно скасувала свій статус заперечувача проти UNDRIP, майже через десять років після того, як він був прийнятий Генеральною Асамблеєю. До 2016 року Австралія, Нова Зеландія та Сполучені Штати Америки, які також проголосували проти Декларації, змінили свої позиції та висловили підтримку.

## Поточні програми

### Реалізація
У кількох постімперських державах із великою кількістю поселенців-колоніалів у загальному населенні триває процеси кращого визнання та реалізації прав корінних народів на практиці. До них належать Нова Зеландія, Канада та Австралія.

### Заперечення існування корінних народів
Деякі штати не визнають корінні етнічні меншини на своїх територіях як корінні народи, а просто називають їх етнічними меншинами. Багато з цих етнічних меншин маргіналізовані від більшості етнічного населення у відносних соціальних, економічних та політичних показниках, а їхні права корінного населення погано захищені. Серед підписантів UNDRIP, які нехтують наміром, викладеним у статтях UNDRIP, є Китайська Народна Республіка і Соціалістична Республіка В'єтнам.

## Мета
У зв’язку з минулим і триваючим насильством і знущанням щодо корінних осіб і народів, ООН створила цю юридичну декларацію як прагнення до того, як слід ставитися до корінних осіб і народів.
Ця декларація є резолюцією, тобто вона не є законодавчим документом. Корінні народи не вважаються політичними національними державами і не мають доступу до захисту міжнародного права через міжнародний суд. Стаття 40 стверджує, що корінні народи мають право на справедливі процедури вирішення конфліктів і суперечок з країнами чи іншими сторонами, оскільки корінні народи не можуть використовувати Міжнародний суд, UNDRIP не має вказівок на те, до якої судової влади корінні народи мають подавати скарги.
Метою декларації не є створення нових прав, а скоріше розглядаються такі теми, як примирення корінного населення щодо відновлення та захисту культури, традицій та інституцій корінного населення та прагнення до самовизначеного розвитку. 

## Зміст
Декларація структурована як резолюція Організації Об’єднаних Націй, що містить 23 пункти преамбули та 46 статей. У більшості статей міститься прагнення щодо того, як держава має заохочувати та захищати права корінних народів (див. Положення для додаткового пояснення). Основні теми статей включають:
- Права на самовизначення корінних осіб і народів (статті 1 - 8; 33 - 34)
  - Різниця між індивідом і групою людей
- Права корінних осіб і людей на захист своєї культури за допомогою звичаїв, мов, освіти, засобів масової інформації та релігії, включаючи контроль над своєю інтелектуальною власністю (статті 9 - 15, 16, 25 і 31)
- Затверджує право корінних народів на власний тип управління та на економічний розвиток (статті 17 - 21, 35 - 37)
- Права на охорону здоров'я (стаття 23 - 24)
- Захист підгруп пр. люди похилого віку, жінки та діти (стаття 22)
- Права на землю з права власності (включаючи репарацію або повернення землі, тобто Стаття 10) щодо екологічних питань (статті 26 - 30, 32)
- Визначає, як слід розуміти цей документ у майбутньому (статті 38 - 46).

### Положення
Початок і стаття 2 Декларації передбачають, що «корінні народи рівні з усіма іншими народами» (джерело). Окрім затвердження прав, які мають корінні особи та народи як інші народи, існують статті (23 із 46), які вказують на те, як держави мають взаємодіяти з декларацією. Більшість статей вказують на те, що держави працюють у поєднанні з корінними народами. Деякі заходи, які пропонується вжити країнам:
- Повернути землю (стаття 26), обрядові речі (стаття 12), людські рештки (стаття 12)
- Розмістити «програми моніторингу, підтримки та відновлення здоров’я корінних народів» (стаття 29)
- Захищати та відстоювати права корінних осіб і народів (підпункт у багатьох статтях; див. Декларацію)

## Переговори та адопція
Декларація готувалась понад 25 років. Ідея виникла в 1982 році, коли Економічна і Соціальна Рада ООН (ECOSOC) створила свою Робочу групу з корінного населення (WGIP), створену в результаті дослідження спеціального доповідача Хосе Рікардо Мартінеса Кобо з проблеми дискримінації, з якою стикаються корінні народи. Доручена розробити стандарти прав людини, які б захищали корінні народи, у 1985 році Робоча група почала роботу над розробкою проєкту Декларації прав корінних народів. Проєкт був завершений у 1993 році і був поданий на розгляд Підкомісії з питань запобігання дискримінації та захисту меншин, яка дала його схвалення наступного року. Під час цього Міжнародна організація праці прийняла Конвенцію 1989 року про корінні народи та народи, які ведуть племінне життя.
Потім проєкт Декларації було направлено до Комісії з прав людини, яка створила іншу робочу групу для вивчення її умов. Протягом наступних років ця Робоча група збиралася 11 разів, щоб розглянути та уточнити проєкт Декларації та її положення. Прогрес був повільним через занепокоєння деяких держав щодо деяких ключових положень Декларації, таких як право корінних народів на самовизначення та контроль над природними ресурсами, що існують на традиційних землях корінних народів. Остаточна версія Декларації була прийнята 29 червня 2006 р. Радою з прав людини, що складається з 47 членів (орган-наступник Комісії з прав людини), 30 держав-членів підтримали, 2 проти, 12 утрималися та 3 відсутні.
Потім Декларацію (документ A/61/L.67) було передано на розгляд Генеральної Асамблеї, яка проголосувала за прийняття пропозиції 13 вересня 2007 року під час своєї 61-ї чергової сесії.
Голосування було таким:
| Голосування | Кількість | Країни |
| ----------- | --------- | --- |
| Approve     | 144       | Афганістан, Албанія, Алжир, Андорра, Ангола, Антигуа і Барбуда, Аргентина, Вірменія, Австрія, Багами, Бахрейн, Барбадос, Білорусь, Бельгія, Беліз, Бенін, Болівія, Боснія і Герцеговина, Ботсвана, Бразилія, Бруней-Даруссалам, Болгарія, Буркіна Фасо, Камбоджа, Камерун, Кабо-Верде, Центральноафриканська Республіка, Чилі, Китай, Коморські острови, Конго, Коста-Рика, Хорватія, Куба, Кіпр, Чехія, Корейська Народно-Демократична Республіка, Демократична Республіка Конго, Данія, Джибуті, Домініка, Домініканська Республіка, Еквадор, Єгипет, Сальвадор, Естонія, Фінляндія, Франція, Габон, Німеччина, Гана, Греція, Гватемала, Гвінея, Гаяна, Гаїті, Гондурас, Угорщина, Ісландія, Індія, Індонезія, Іран, Ірак, Ірландія, Італія, Ямайка, Японія, Йорданія, Казахстан, Кувейт, Лаоська Народно-Демократична Республіка, Латвія, Ліван, Лесото, Ліберія, Лівія, Ліхтенштейн, Литва, Люксембург, Македонія, Мадагаскар, Малаві, Малайзія, Мальдіви, Малі, Мальта, Маврикій, Мексика, Мікронезія (Федеративні Штати), Молдова, Монако, Монголія, Мозамбік, М'янма, Намібія, Непал, Нідерланди, Нікарагуа, Нігер, Норвегія, Оман, Пакистан, Панама, Парагвай, Перу, Філіппіни, Польща, Португалія, Катар, Республіка Корея, Сент-Люсія, Сент-Вінсент і Гренадини, Сан Марино, Саудівська Аравія, Сенегал, Сербія, Сьєрра-Леоне, Сінгапур, Словаччина, Словенія, Південна Африка, Іспанія, Шрі-Ланка, Судан, Суринам, Свазіленд, Швеція, Швейцарія, Сирія, Таїланд, Тимор-Лешті, Тринідад і Тобаго, Туніс, Туреччина, Об'єднані Арабські Емірати, Велика Британія, Об'єднана Республіка Танзанія, Уругвай, Венесуела, В'єтнам, Ємен, Замбія та Зімбабве |
| Reject      | 4         | Австралія, Канада, Нова Зеландія та Сполучені Штати |
| Abstain     | 11        | Азербайджан, Бангладеш, Бутан, Бурунді, Колумбія, Грузія, Кенія, Нігерія, Російська Федерація, Самоа та Україна |
| Absent      | 34        | Чад, Кот-д'Івуар, Екваторіальна Гвінея, Еритрея, Ефіопія, Фіджі, Гамбія, Гренада, Гвінея-Бісау, Ізраїль, Кірибаті, Киргизстан, Маршаллові острови, Мавританія, Чорногорія, Марокко, Науру, Палау, Папуа-Нова Гвінея, Руанда, Римська, Сент-Кітс і Невіс, Сан-Томе і Принсипі, Сейшельські острови, Соломонові острови, Сомалі, Таджикистан, Того, Тонга, Туркменістан, Тувалу, Уганда, Узбекистан і Вануату |

Усі чотири країни-члени, які проголосували проти, мають своє походження як колонії поселенців Британської імперії та мають значну більшість іммігрантів некорінного населення та корінне населення. З тих пір усі чотири країни схвалили декларацію якимось неформальним чином, щоб вона фактично не стала обов’язковим законом, який можна було б оскаржувати в суді. Канада під керівництвом Консервативної партії зробила офіційні публічні заяви проти застосування UNDRIP в Канаді.
Однак ліберальний уряд, обраний на посаду керівництва в 2015 році, однозначно вказав на підтримку Канадою UNDRIP. 3 грудня 2020 року в Палату громад був внесений законопроєкт C-15, який приведе канадське законодавство у відповідність з резолюцією ООН. Законопроєкт C-15 був прийнятий сенатом Канади 16 червня 2021 року та отримав королівську згоду 21 червня 2021 року, щоб стати законом. Таким чином Канада стала першою з чотирьох країн, які в історії були колоніями поселенців Британської імперії з більшістю некорінного населення, які спочатку голосували проти, щоб тепер прийняти UNDRIP.
Втручання австралійського уряду були оскаржені за його умовами безуспішно.
Три країни, які утрималися, Колумбія, Самоа та Україна з тих пір підтримали документ.

## Підтримка і компроміси
На відміну від початкової відхилення Декларації Австралією, Канадою, Новою Зеландією та Сполученими Штатами через юридичні проблеми (згодом усі чотири країни змінили свої позиції на прийняття декларації як документа, що не має юридичної сили), посадові особи ООН та інші світові лідери висловив задоволення від його прийняття. Генеральний секретар Пан Гі Мун назвав це "історичним моментом, коли держави-члени ООН і корінні народи примирилися зі своєю болісною історією і налаштовані разом рухатися вперед на шляху прав людини, справедливості та розвитку для всіх". Луїза Арбор, колишня суддя Верховного суду Канади, яка тоді виконувала обов’язки Верховного комісара ООН з прав людини, висловила задоволення наполегливою роботою та активністю, які нарешті «принесли свої плоди у найповнішій заяві про права корінних народів на сьогоднішній день». Аналогічно новини про прийняття Декларації зустріли з радістю в Африці, і, присутній на сесії Генеральної Асамблеї в Нью-Йорку, міністр закордонних справ Болівії Давид Чокеуанка сказав, що він сподівається, що країни-члени, які голосували проти чи утрималися, переглянуть свою відмову, щоб підтримати документ, який він назвав таким же важливим, як Загальна декларація прав людини. Болівія стала першою країною, яка схвалила декларацію прав корінних народів ООН. Ево Моралес, президент Болівії, заявив: «Ми перша країна, яка перетворила цю декларацію на закон, і це важливо, брати і сестри. Ми визнаємо та вітаємо роботу наших представників. Але якби ми чітко пам’ятали бійку корінного населення, багато з нас, чутливі, в кінцевому підсумку заплакали б, згадуючи дискримінацію, зневагу».
Стівен Коррі, директор міжнародної організації прав корінних народів Survival International, сказав: «Декларація обговорюється вже майже чверть століття. Роки, коли багато племінних народів, таких як акунцу і каное в Бразилії, були знищені, а інші, наприклад інну в Канаді, вийшли на межі. Уряди, які виступають проти цього, ганебно борються проти прав людини своїх найбільш вразливих народів. Твердження, які вони висловлюють на підтримку прав людини в інших сферах, будуть вважатися лицемірними».
Австралійський інститут досліджень аборигенів і островів Торресової протоки (AIATSIS) офіційно визнає та підтримує принципи Декларації як у своїй Політиці доступу до колекції та її використання , а також у своїх Керівних принципах етичних досліджень у дослідженнях корінного населення Австралії.

## Критика
До прийняття Декларації та протягом 62-ї сесії Генеральної Асамблеї низка країн висловлювала стурбованість деякими ключовими питаннями, такими як самовизначення, доступ до земель, територій і ресурсів, а також відсутність чіткого визначення термін «корінне населення». Окрім тих, хто має намір проголосувати проти прийняття декларації, група африканських країн в особі Намібії запропонувала відкласти дії, провести подальші консультації та завершити розгляд декларації до вересня 2007 року. Зрештою, після узгодження деяких змін до проєкту Декларації, переважна більшість держав визнали, що ці питання можуть вирішуватися кожною країною на національному рівні. 

### Через протиборчі країни
Чотири держави, які проголосували проти, продовжували висловлювати серйозні застереження щодо остаточного тексту Декларації, винесеного на розгляд Генеральної Асамблеї.  Пізніше всі чотири протиборчі країни змінили свій голос на користь Декларації.

#### Австралія
Уряд Австралії виступив проти Декларації на голосуванні Генеральної Асамблеї 2007 року, але з тих пір схвалив Декларацію. Австралійський міністр у справах сім'ї, громадських послуг та у справах корінних народів Австралії Мел Бро, посилаючись на положення про дотримання звичаєвих правових систем корінних народів, сказав, що «для всіх австралійців має бути лише один закон, і ми не повинні закріплювати в юридичній практиці, що неприйнятні в сучасному світі». 
Маріз Пейн, сенатор Ліберальної партії від Нового Південного Уельсу, детальніше розповіла про заперечення австралійського уряду проти Декларації у промові в Сенаті Австралії:
- Занепокоєння з приводу посилань на самовизначення та їх можливого неправильного тлумачення.
- Незнання сучасних реалій щодо землі та ресурсів. «Багатьом читачам здається, що вони вимагають визнання прав корінного населення на землі, які зараз законно належать іншим громадянам, як корінним, так і некорінним, і, отже, мають досить значний потенціал для впливу на права третіх сторін."
- Занепокоєння щодо розширення прав на інтелектуальну власність корінного населення згідно з декларацією як непотрібне відповідно до чинного міжнародного та австралійського законодавства.
- Потенційне зловживання правом корінних народів відповідно до Декларації на беззастережну згоду на питання, які їх стосуються, «що означає для деяких читачів, що вони можуть потім скористатися правом вето на всі питання держави, що включатиме національні закони та інші адміністративні заходи».[35]
- Ексклюзивність прав корінних народів на інтелектуальну, нерухому та культурну власність, яка «не визнає права третіх сторін – зокрема, їх права на доступ до землі та спадщини корінного населення та культурних об’єктів, якщо це необхідно згідно з національним законодавством».[35] Крім того, що в Декларації «не враховуються різні види власності та користування, які можуть бути надані корінним народам, а також права третіх сторін на власність у цьому відношенні».[35]
- Занепокоєння тим, що Декларація ставить місцеве звичаєве право на вище місце над національним законодавством, і що це може «дозволити застосування практики, яка була б неприйнятною в усіх сферах»[35], наприклад, звичайні тілесні та смертні покарання.

У жовтні 2007 року колишній прем'єр-міністр Австралії Джон Говард пообіцяв провести референдум щодо зміни конституції Австралії, щоб визнати корінних австралійців у разі переобрання. Він сказав, що слід визнати своєрідність ідентичності людей та їх права на збереження своєї спадщини.
3 квітня 2009 року уряд Радда офіційно схвалив Декларацію.

#### Канада
Уряд Канади заявив, що, хоча він підтримує «дух» декларації, вона містить елементи, які «фундаментально несумісні з конституційними рамками Канади», які включають як Хартію прав і свобод, так і розділ 35, який закріплює аборигенів і договірні права. Зокрема, уряд Канади мав проблеми зі статтею 19 (яка, здається, вимагає від урядів забезпечити згоду корінних народів щодо питань загального державного порядку), а також статтями 26 і 28 (які могли б дозволити повторне відкриття або відмову від історично врегульовані земельні претензії).
Колишній міністр індіанських справах та розвитку Півночі Чак Страл назвав документ «непрацездатним у західній демократії з конституційним урядом». Страль уточнив, сказавши: «У Канаді ви балансуєте між індивідуальними та колективними правами, і (у цьому) документі... цього немає. Підписавшись, ви за замовчуванням використовуєте цей документ, стверджуючи, що єдиними правами тут є права перших націй. І, звичайно, в Канаді це суперечить нашій конституції». Він навів приклад: «У Канаді... ви ведете переговори про це... тому що (права рідних) не переважають над усіма іншими правами в країні. Вам також потрібно врахувати людей, які іноді також жили на цих землях протягом двохсот-трьох сотень років, полювали та ловили рибу разом із першими націями».
У грудні 2007 року Асамблея перших націй прийняла резолюцію про запрошення президентів Уго Чавеса та Ево Моралеса до Канади, щоб чинити тиск на уряд з метою підписати Декларацію про права корінних народів, назвавши двох глав держав «прозорливими лідерами» та вимагаючи Канада відмовилася від членства в Раді ООН з прав людини.
3 березня 2010 року в «Промові з трону» генерал-губернатор Канади оголосив, що уряд збирається схвалити декларацію. «Ми країна зі спадщиною тубільців. Дедалі більше держав кваліфіковано визнають Декларацію ООН про права корінних народів. Наш уряд вживе заходів, щоб схвалити цей бажаний документ у спосіб, який повністю відповідає Конституції та законам Канади».
12 листопада 2010 року Канада офіційно схвалила декларацію, але не змінивши своєї позиції, що вона «бажана».
Духовний лідер Анішинабек, вождь Вільям Комманда (1908-3 серпня 2011) був відзначений на 21-му щорічному тижневому фестивалі Перших народів, що проходив у Монреалі з 2 по 9 серпня 2011 року, на честь прийняття Канадою 2010 року декларації ООН. Представник AFN Innu, Ґіслен Пікард похвалив Діда Комманду за його роботу, яка була «ключовою не лише у прийнятті декларації ООН, а й у всій роботі, що привела до неї протягом останніх 25 років».
У 2015 році Ромео Саганаш (член парламенту Крі) спонсорував законопроєкт приватного члена C-641, «Декларацію ООН про права корінних народів», який вимагав би канадського уряду, щоб забезпечити відповідність законів Канади з UNDRIP, але 6 травня 2015 року він був скасований
7 липня 2015 року у відкритому листі до членів провінційного кабінету прем’єр-міністр Альберти Рейчел Нотлі попросила кожного міністра переглянути свою політику, програми та законодавство, які можуть вимагати змін на основі принципів Декларації ООН.
У грудні 2015 року Комісія з правди та примирення внесла ратифікацію UNDRIP як один із своїх національних «закликів до дій» у своїй остаточній доповіді.
У 2016 році Канада офіційно прийняла та пообіцяла повністю виконати декларацію. Виступаючи на Постійному форумі ООН з питань корінних народів, міністр у справах корінних народів і півночі Канади Керолін Беннетт оголосила: «Тепер ми є повним прихильником декларації, без жодних застережень. Ми маємо намір лише прийняти та втілити декларацію відповідно до Конституції Канади». Беннетт описав Декларацію як «вдихнення життя в розділ 35 [ Конституції Канади ] і визнання її повним набором прав для корінних народів Канади». У липні 2016 року міністр юстиції Канади Джоді Вілсон-Рейболд, член першої нації квакваваквів, виступила з промовою, в якій говорилося, що «прийняття UNDRIP як канадського закону неможливе» через його несумісність із Законом про індіанців.
Федеральний уряд пообіцяв 21 червня 2017 року перейменувати свій Національний день аборигенів, щоб він відповідав термінології, що використовується в Декларації.
У вересні 2017 року уряд провінції Британської Колумбії оголосив, що керуватиме відповідно до принципів, викладених у Декларації. 24 жовтня 2019 року він оголосив, що внесе зміни до свого законодавства, щоб він відповідав UNDRIP. Британська Колумбія є першою провінцією Канади, яка почала впроваджувати законодавство відповідно до UNDRIP.
Уряд провінції Британської Колумбії (Британська Колумбія) був першою канадською провінцією, яка почала приводити своє законодавство у союз з UNDRIP шляхом виконання Декларації Британської Колумбії про права корінних народів. Поточний процес впровадження має на меті просувати примирення в BC. Уряд провінції співпрацює з Асамблеєю перших націй, Самітом перших націй та Союзом індіанських вождів Британської Колумбії на чолі з вождями перших націй Британської Колумбії, щоб застосувати принципи UNDRIP. Спочатку закон був розроблений міністром у справах корінних народів і примирення Скоттом Фрейзером (політик) під час уряду Нової демократичної партії Джона Горґана. Законодавча асамблея Британської Колумбії зазначає, що ціль Закону полягає в наступному: (a) підтвердити застосування Декларації до законів Британської Колумбії; (b) сприяти виконанню Декларації; (c) підтримувати затвердження та розвивати відносини з керівними органами корінного населення. Станом на листопад 2019 року уряд Британської Колумбії зобов’язався відкладати майже 100 млн канадських доларів на рік для громад корінних націй, щоб вони інвестували у своє власне самоврядування та відродження культури; провінція також виділила 50 мільйонів на інвестиції у відродження мови спільнот корінних націй. Крім того, вони реалізували рекомендації Великого вождя Едварда Джона щодо зменшення кількості дітей корінного населення, яких забирають з домівок і передають під опіку.
3 грудня 2020 року міністр юстиції Девід Ламетті вніс до Палати громад законопроєкт C-15, Акт Декларації ООН про права корінних народів, який приведе канадське законодавство у відповідність з резолюцією ООН. Законопроєкт C-15 був прийнятий сенатом Канади 16 червня 2021 року та отримав королівську згоду 21 червня 2021 року, щоб стати законом. Таким чином Канада стала першою з чотирьох країн, які в історії були колоніями поселенців Британської імперії з більшістю некорінного населення, які спочатку голосували проти, щоб тепер прийняти UNDRIP.

#### Нова Зеландія

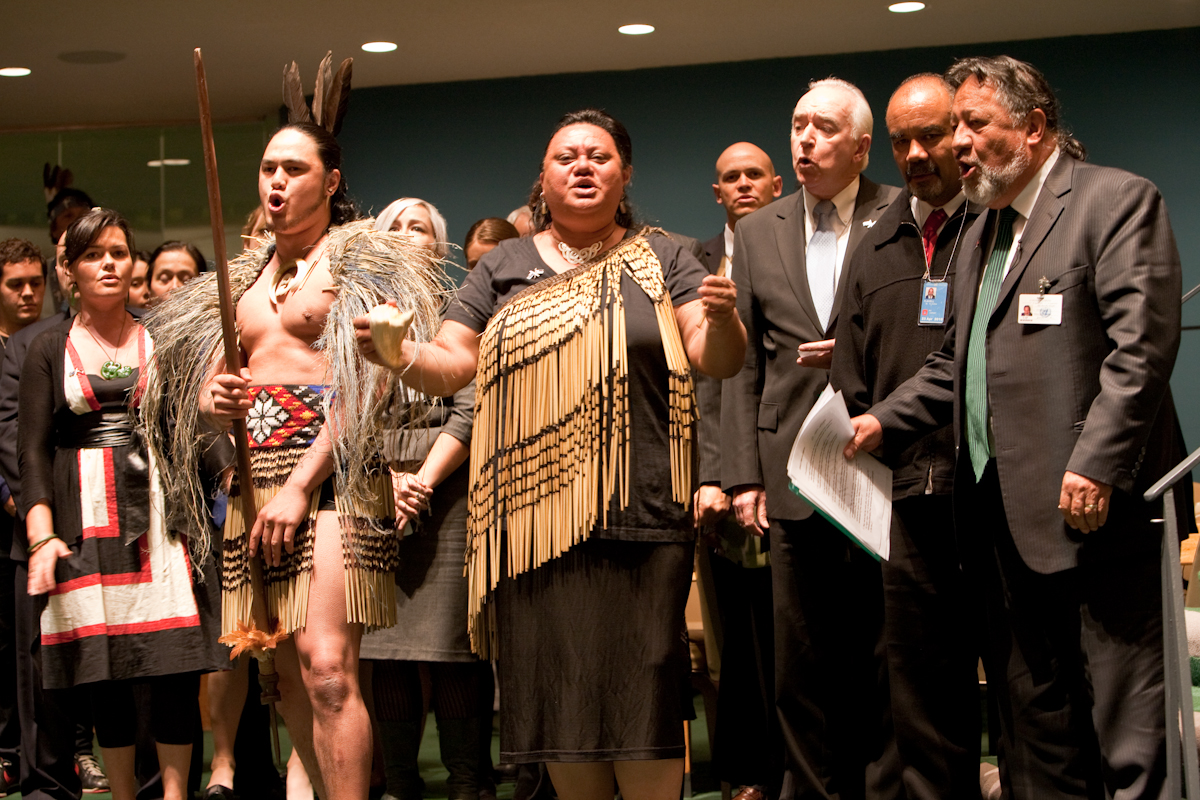
Делегація Нової Зеландії на Постійному форумі ООН з питань корінних народів. Нова Зеландія схвалила Декларацію прав корінних народів у квітні 2010 року.

У 2007 році міністр у справах маорі Нової Зеландії Парекура Горомія описав Декларацію як «беззубу» і сказав: «Є чотири положення, з якими ми маємо проблеми, які роблять декларацію принципово несумісною з конституційними та правовими механізмами Нової Зеландії». Зокрема, за його словами, стаття 26 вимагає визнання прав на землі, які наразі законно належать іншим громадянам, як корінним, так і некорінним. Це ігнорує сучасну реальність і було б неможливо реалізувати
У відповідь лідер партії маорі Піта Шарплз заявив, що «до крайності ганебно, що Нова Зеландія проголосувала проти заборони дискримінації корінного населення; проголосувала проти справедливості, гідності та основних свобод для всіх».
7 липня 2009 року уряд Кея оголосив, що підтримає Декларацію; Однак це здавалося передчасним оголошенням Піти Шарплза, тодішнього міністра у справах маорі, оскільки уряд Нової Зеландії обережно відступив від липневого оголошення Шарплза. Однак 19 квітня 2010 року Шарплз оголосив про підтримку Новою Зеландією декларації під час виступу в Нью-Йорку.

#### Сполучені Штати
Виступаючи перед місією Сполучених Штатів при ООН, речник Бенджамін Чанг сказав: «Що було зроблено сьогодні, незрозуміло. Те, як воно зараз є, підлягає різноманітним інтерпретаціям і не встановлює чіткого універсального принципу». Місія США також оприлюднила документ «Зауваження Сполучених Штатів щодо Декларації прав корінних народів», у якому викладено свої заперечення проти Декларації. Більшість із них ґрунтуються на тих же моментах, що й три інші країни, які відмовилися, але, крім того, Сполучені Штати звернули увагу на те, що Декларація не надає чіткого визначення того, кого саме має охоплювати термін «корінні народи».
16 грудня 2010 року президент Обама заявив, що Сполучені Штати «підтримають» Декларацію. Про це рішення було оголошено під час другої конференції племінних націй Білого дому, де він сказав, що «наполегливо працює, щоб відповідати» імені, яке йому дала нація Ворон: «Той, хто допомагає людям по всій землі». Обама сказав лідерам американських індіанців, що він хоче покращити відносини «нація-нація» між Сполученими Штатами та племенами та виправити порушені обіцянки. Сьогодні в Сполучених Штатах налічується понад 560 індіанських племен, які визнані на федеральному рівні, а ще кілька шістдесяти племен визнані на рівні штатів. Багато з них були представниками на конференції Білого дому і аплодували заяві Обами.
Рішення адміністрації Обами було прийнято після трьох консультаційних зустрічей з корінними американцями та понад 3000 письмових коментарів на цю тему. Підтримка уряду також включала кілька тлумачень значення Декларації. На думку уряду Сполучених Штатів, Декларація просуває «нову та чітку міжнародну концепцію самовизначення, характерну для корінних народів», яка не є те саме, що існуюча концепція в міжнародному праві.» У заяві також тлумачиться вільна, попередня та усвідомлена згода, «яку, як розуміють Сполучені Штати, вимагає процесу значущих консультацій з племінними лідерами, але не обов’язково згоди цих лідерів, до того, як будуть вжиті дії, які розглядаються в цих консультаціях».

### Країни підтримки

#### Об'єднане Королівство
Виступаючи від імені уряду Сполученого Королівства, посол Великої Британії та заступник постійного представника при ООН Карен Пірс «підкреслила, що Декларація не має юридичної сили і не пропонує ретроактивне застосування щодо історичних епізодів. Групи національних меншин та інші етнічні групи на території Сполученого Королівства та його заморських територій не підпадають під корінні народи, на які поширювалася Декларація».
Позиція Великої Британії також нібито мала на меті запобігти офіційному оскарженню канадських рішень до судів Великої Британії: корінні народи Канади ніколи не приймали конституцію 1982 року, в якій таке звернення (щодо ранніх договорів, укладених з Короною Британської імперії) було припинено. Згідно з попередньою конституцією 1867 року, Домініоном Канади 1920-х років і попередніми законами, які продовжують діяти до цих народів і договорів, UNDRIP нібито міг бути заявлений у суді Великої Британії у конфлікті між договором і канадським законодавством. Заклики до застосування цього підходу були звичайними  серед вихідців з Канади.

#### Фінляндія
Фінляндія підписала Міжнародну декларацію про права корінних народів, коли вона була спочатку висунута. Однак власники північних оленів і Лісова адміністрація (Metsähallitus) мають довгу суперечку щодо території лісів. Комітет ООН з прав людини наказав фінській державі припинити вирубку деяких спірних територій.

### Утрималися

#### Російська Федерація
Російська Федерація ніколи не відмінювала свою утримання від прийняття UNDRIP. Під час першого циклу перегляду Універсального періодичного огляду 2009 року вона прийняла рекомендацію Мексики щодо «дотримання принципів, що містяться в Декларації», але в другому циклі, 2013 року, вона відхилила майже ідентичну рекомендацію Естонії, стверджуючи що його власне законодавство вже є більш розвиненим, ніж положення UNDRIP.

#### Україна
Україна, яка спочатку утрималася від прийняття Декларації, змінила свій підхід до питань корінного населення у відповідь на нещодавню анексію Криму, стверджуючи, що кримські татари є корінним народом. У травні 2014 року країна офіційно схвалила UNDRIP. 1 червня 2021 року Верховна Рада України ухвалила закон «Про корінні народи України» щодо статусу кримських татар, кримських караїмів та кримчаків, у якому посилалася на UNDRIP.

#### Острівні штати Тихого океану
Десять держав-членів ООН у Тихоокеанському регіоні, всі з корінним населенням, були відсутні в асамблеї на момент голосування: Фіджі, Кірибаті, Маршаллові острови, Науру, Палау, Папуа-Нова Гвінея, Соломонові Острови, Тонга, Тувалу, Вануату. Незрозуміло, чи це еквівалент навмисного утримання, чи делегації країн були відсутні з якихось інших причин. У конституціях цих держав зазвичай згадуються «корінні жителі» та враховуються звичаєві закони принаймні в частині їхніх сучасних правових систем. Конституція Папуа Нової Гвінеї, наприклад, має пояснювальний розділ про те, що «основний закон» базується на звичаях, тоді як Sch.1.2. говорить, що «звичай» означає «звичаї та звичаї корінних жителів країни...» (курсив доданий). Таким чином, може статися так, що уряди цих держав зайняли позицію, що їхні власні правові системи забезпечують достатній захист їх власним корінним народам.  З моменту початку деколонізації в 1960-х і нинішнього часу не було жодних припущень, що корінні народи відсутні в жодній з десяти країн.
Тим не менш, Папуа-Нова Гвінея та Вануату є одними з країн цієї групи, які страждають від захоплення землі протягом 2000-х років. Дослідники попереджають, що до 12% землі Папуа-Нової Гвінеї було здано в оренду без усвідомлених консультацій та згоди землевласників, що зазвичай пригнічує звичайні права протягом 99 років. У 2016 році визнали, що захоплення землі належить до компетенції Міжнародного кримінального суду, але пошук правових шляхів залишається проблематичним. Наприклад, голова ініційованої урядом комісії з розслідування захоплення землі в Папуа-Новій Гвінеї сказав, що оголошення прем’єр-міністра про те, що його уряд створить робочу групу з міністерств, відповідальних за землі, лісове та сільське господарство, для скасування незаконних договорів оренди щодо звичайних земель було «абсурдним і смішним», враховуючи, що його комісія зробила «несприятливі висновки... проти цих державних установ, включаючи їх відповідних міністрів».
Існують також значні наслідки у видобувному секторі для цих держав, які не підписали UNDRIP. Гірничодобувні компанії, які є членами Міжнародної ради з гірничодобувної промисловості та металів, зобов’язуються поважати позицію ICMM щодо корінних народів. Однак неясність оточує те, як компанії-члени розпізнають, коли вони мають справу з корінними народами. Наприклад, Barrick Gold перераховує лише свої операції в Північній та Південній Америці як такі, що лежать на землі корінних народів, але працює на Фіджі та Папуа-Новій Гвінеї (де дочірня компанія керує золотим рудником Поргера з 2007 року). Інший учасник, Newmont Mining, сказав у своєму Звіті про сталий розвиток за 2011 рік, що він проводив розвідку в Папуа-Новій Гвінеї протягом трьох років, але його розкриття не показує, як діяльність у цій країні могла слідувати корінним народам та корінним народам ICMM. Посібник із належної практики видобутку, вперше опублікований у 2010 році.

## Зовнішні посилання
- Декларація Організації Об'єднаних Націй про права корінних народів, прийнята Генеральною Асамблеєю, 13 вересня 2007 р. [Архівовано 6 листопада 2015 у Wayback Machine.] Повний текст Декларації.